# جورج غروس
جورج غروس (بالإنجليزية: George Gross)‏ هو لاعب كرة قدم أمريكية أمريكي، ولد في 26 يناير 1941 في Batoș ‏ في رومانيا، وتوفي في 27 أبريل 2010 في فيرهوب في الولايات المتحدة.

## وصلات خارجية
- جورج غروس على موقع مرجع كرة القدم المحترفة.كوم (الإنجليزية)